# Крастата казарма

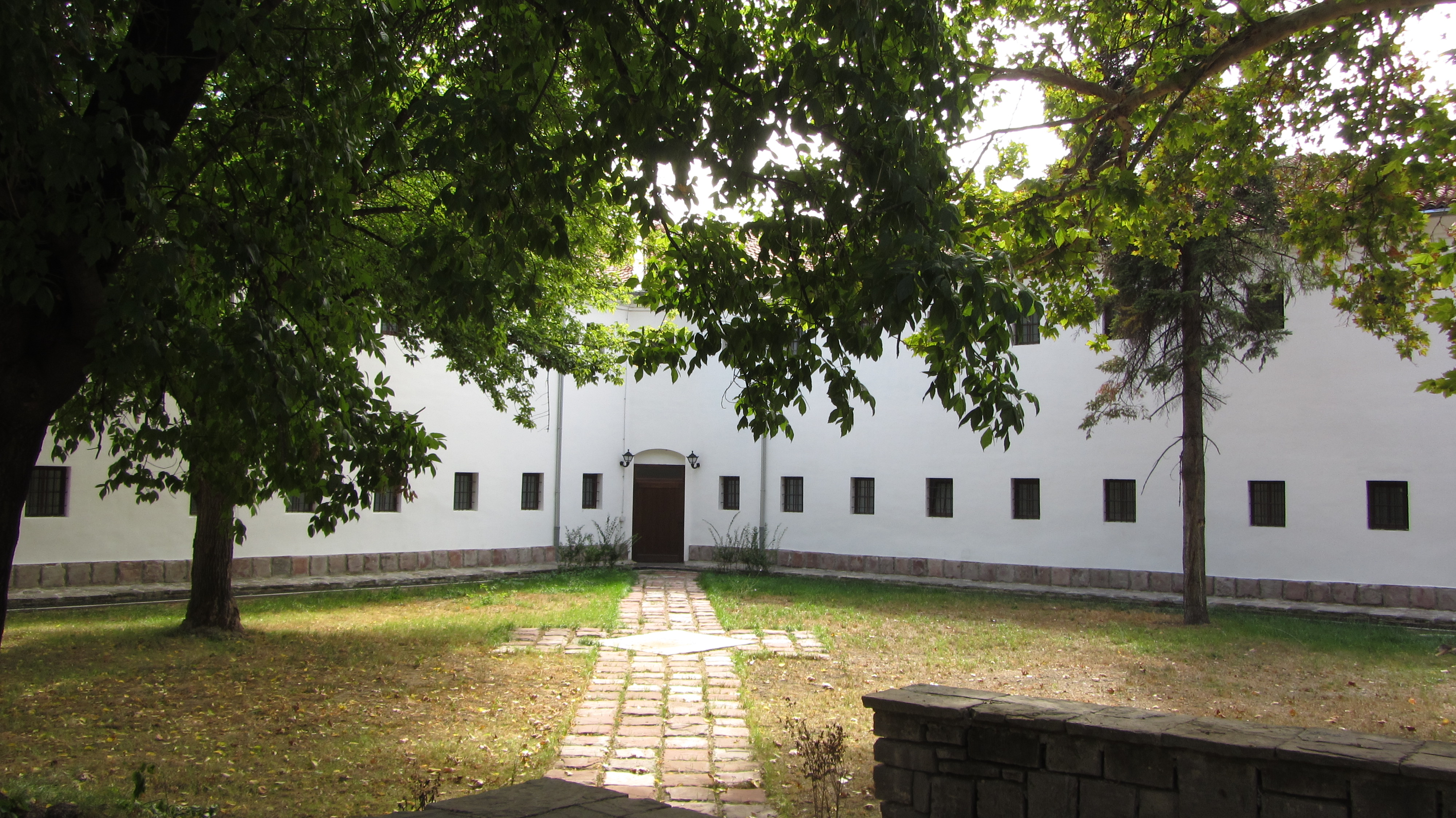
Центральный (северный) вход музея

Музей «Краста́та казарма» (болг. Кръста́та казарма — Крестообразная казарма, также Кръста́тата казарма) — этнографическая часть регионального музейного комплекса в городе Видин в Северо-западной Болгарии.
План здания имеет форму правильного геометрического креста. Из-за его уникальности здание было объявлено памятником культуры местного значения.

## История
По заказу местного правителя Османа Пазвантоглу здание было построено в 1801 году для нужд османских войск в городе. На его месте до этого находился сад Старого сарая (дворца паши). Крытый деревянный мост соединял здание с соседней оружейной мастерской. После освобождения Болгарии от османского ига (1878) здание служило в качестве суда и казармы болгарской армии.
Во дворе была построена часовая башня, но постройка не сохранилась.

## Архитектура
Здание массивное, двухэтажное, каменно-кирпичное, в форме креста. Его площадь 1260 кв. м. Каждое крыло имеет коридорную схему планирования. В интерьере казармы особенно впечатляют 4 столба, галерея, монументальность среднего уровня. Центральная часть является наиболее представительной.
Обособлены 4 почти самостоятельных внутренних двора. Входы в здание, расположенные в углах по диагоналям среднего квадратного ядра, образуют 2 оси между собой — они различны от осевых линий самого здания, проходящих через коридоры крыльев.
В 1965-1967 году здание было реставрировано и приспособлено для музея.

## Экспозиция
В 1969 году в здании устроена этнографическая экспозиция, представляющая традиционную культуру населения региона Видина с конца XIX века до 1920-х годов. Артефакты занимают 2 основных этажа. Среди наиболее интересных те, которые показывают ритуальные и традиционные костюмы региона. Одежда и предметы городского быта иллюстрируют отношения Видина в основном с европейскими странами.
Пояснительные тексты на 5 языках — болгарском, русском, английском, немецком и французском, что весьма удобно для посетителей.